# Antrodiaetus pugnax
Espèce
Synonymes
- Brachybothrium pugnax Chamberlin, 1917

Antrodiaetus pugnax est une espèce d'araignées mygalomorphes de la famille des Antrodiaetidae.

## Distribution
Cette espèce se rencontre aux États-Unis dans le Nord de l'Oregon, au Washington et en Idaho et au Canada dans le Sud de la Colombie-Britannique,.

## Publication originale
- Chamberlin, 1917 : New spiders of the family Aviculariidae. Bulletin of the Museum of Comparative Zoology, Harvard, vol. 61, p. 25-75 (texte intégral).